# Ri Sol-džu
Ri Sol-džu (korejsko 리설주), severnokorejska prva dama, * rojena med letoma 1985 -1989, Severna Koreja.
Je žena severnokorejskega voditelja Kim Džong-una.

## Življenjepis
Rodila se je v povprečno severnokorejsko družino, očetu učitelju in mami zdravnici. Kot majhna naj bi želela postati pevka, kasneje je ustvarila tudi v Severni Koreji vidno vokalno kariero, ki jo je ob poroki s Kim Džong-unom opustila. Prvič je bila z njim opažena leta 2012, poročila pa naj bi se leto kasneje. Udeležuje se pomembnih dogodkov znotraj države, kjer velja za ikono, predvsem modno, saj se navdušuje nad priznanimi modnimi znamkami.
S Kimom naj bi povila tri otroke, hčer Kim Džu-ae ter še dva, o katerih pa mediji le ugibajo.